# André Balada
André Felipe Ribeiro de Souza (Cabo Frio, 27 de setembro de 1990), mais conhecido como André Balada, é um ex-futebolista brasileiro que atuava como centroavante. Atualmente é presidente da Cabofriense e comentarista do SporTV.

## Carreira

### Santos
Jogando pela Cabofriense em categorias amadoras, foi contratado pelo Santos em 2008 e logo em sua chegada conquistou o Campeonato Paulista Sub-20, sagrando-se artilheiro da competição.

#### 2009
Foi promovido aos profissionais em fevereiro de 2009 e, depois de estrear entrando nos minutos finais de uma partida do Campeonato Paulista contra o Mogi Mirim, ganhou suas primeiras oportunidades ao longo do Campeonato Brasileiro daquele ano. Marcou seu primeiro gol no time profissional na vitória por 2 a 0 contra o Fluminense. Faria ainda mais um gol naquele campeonato, na derrota de 4 a 3 contra o São Paulo.

#### 2010
Em 2010, com a chegada do técnico Dorival Júnior ao Peixe, André tornou-se titular e foi um dos destaques do time que venceu o Campeonato Paulista. Naquela competição, a equipe do Santos jogou um futebol ofensivo com um time que mesclava a experiência de jogadores como Robinho, Edu Dracena e Marquinhos com a juventude de Neymar, Paulo Henrique Ganso e Madson. André terminou o campeonato com 13 gols, sendo vice artilheiro do time atrás apenas de Neymar, que marcou 14.

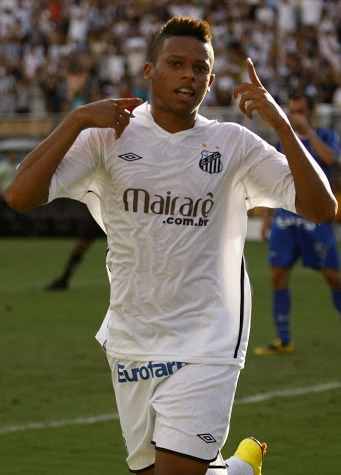
André pelo Santos em 2010.

Em paralelo ao Campeonato Paulista, o Santos também disputava no primeiro semestre de 2010 a Copa do Brasil e André também se destacou, sendo vice artilheiro do campeonato com 8 gols (ficando novamente atrás apenas de Neymar, que marcou 11).
As boas atuações e os gols atraíram a atenção para o futebol de André, e em junho o Santos anunciou sua transferência para o Dínamo de Kiev, da Ucrânia. Entretanto, as condições da negociação garantiam que o jogador permaneceria no clube até a disputa das finais da Copa do Brasil, para as quais o Santos estava classificado e que estavam marcadas para julho e agosto.
Após bater o Vitória no resultado agregado das duas partidas das finais, o Santos conquistou seu primeiro título da Copa do Brasil, e André então seguiu para seu novo clube.
Ainda deu tempo de André disputar nove jogos pelo Campeonato Brasileiro de 2010, marcando cinco gols.
No total, André disputou 51 jogos e marcou 28 gols nessa sua primeira passagem pelo Santos.

### Dínamo de Kiev e Bordeaux

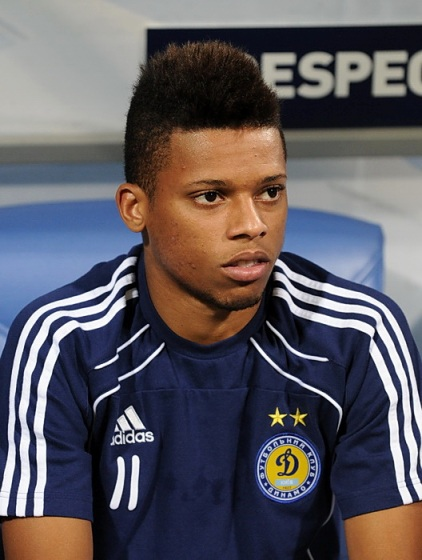
André pelo Dínamo de Kiev em 2010.

Foi anunciado pelo Dínamo de Kiev no dia 18 de junho de 2010.
No entanto, André teve poucas oportunidades no clube ucraniano e não conseguiu repetir as boas atuações que o credenciaram no Santos, ficando no banco de reservas e entrando durante as partidas. Acabou disputando apenas seis jogos e não marcou gols.
Após permanecer apenas seis meses no clube ucraniano, André foi emprestado, no 29 de janeiro de 2011 ao Bordeaux, da França.
No Bordeaux, André teve pouquíssimas oportunidades, onde disputou apenas oito partidas e novamente não marcou gols.

### Atlético Mineiro
No dia 19 de julho de 2011, André foi anunciado como novo reforço do Atlético Mineiro. Após uma guerra de propostas entre o clube mineiro e o Flamengo, o Atlético fez a proposta que mais agradou à diretoria do Dínamo e acertou a compra de 20% do passe do jogador por 2,2 milhões de euros. André assinou um contrato de um ano de duração.
Em sua estreia, André marcou seu primeiro gol, contra o Fluminense. Na sequência da temporada, o jogador fez boas partidas, marcando sete gols e tornando-se titular absoluto do time.
No dia 22 de abril de 2012, o Atlético Mineiro anunciou a compra dos outros 80% dos direitos econômicos de André, que ainda pertenciam ao Dínamo de Kiev. A transação contaria com ajuda de um grupo de investimento, cujo nome não foi revelado pelo alvinegro mineiro, bem como os valores envolvidos.
André conquistou o Campeonato Mineiro, recebendo três prêmios individuais e sendo o vice artilheiro da competição.
No dia 18 de julho, o presidente Alexandre Kalil, por meio de nota oficial divulgada no site do clube, informou que, devido a desistência do pagamento do restante dos direitos econômicos de André por parte do grupo de investimento parceiro no negócio, o Atlético teve que arcar sozinho com o compromisso, assumindo a totalidade desses direitos.

### Retorno ao Santos
No dia 9 de agosto de 2012, André retornou ao Santos. A equipe paulista adquiriu 25% do atleta pelo valor de 2,25 de euros milhões (5,5 milhões de reais), e obteve o atleta por empréstimo até dezembro de 2013.
Em janeiro seguinte, depois de ficar dez jogos sem marcar gols e ver o crescimento de seu concorrente Miralles, André presenciou uma pressão por parte da torcida do Santos, desejosa em ver o argentino como titular. Além do mais, o camisa 9 do Peixe vinha encarando problemas físicos, tendo sido cobrado publicamente pelo técnico Muricy Ramalho.
Como o desempenho de André não vinha agradando à direção técnica do Santos, e em função de seu alto salário, ao final do Campeonato Paulista de 2013 o clube acertou seu empréstimo ao Vasco da Gama até o final da temporada.

### Vasco da Gama
Embora a passagem de André pelo clube Cruzmaltino não possa ser vista como mal sucedida, uma vez que o jogador foi o artilheiro do time no Campeonato Brasileiro e no ano, o jogador era visto como pouco compromissado e teve alguns problemas disciplinares, tendo sido inclusive afastado em pelo menos uma ocasião. Com a queda do Vasco para a Série B no final do campeonato, acabou sendo devolvido ao Atlético.
No total, André atuou em 27 jogos com a camisa do Vasco e marcou 12 gols.

### Retorno ao Atlético Mineiro
Em sua volta ao Atlético, André não teve muitas oportunidades de jogar ao longo do primeiro semestre de 2014. No Campeonato Mineiro, ficou a grande maioria dos jogos no banco de reservas. Foi escalado como titular em apenas cinco partidas, e marcou apenas dois gols - no mesmo jogo, contra o URT. Na outra competição que o Atlético disputou naquele período, a Copa Libertadores, sequer entrou em campo.
No início do Campeonato Brasileiro teve mais oportunidades com o técnico Levir Culpi, completando uma sequência de sete jogos como titular e marcando três gols. Mas, depois de uma atuação ruim contra o Lanús no jogo de ida da decisão da Recopa Sul-Americana, em que foi substituído no intervalo, perdeu novamente a posição de titular e voltou ao banco de reservas nas partidas seguintes.
Para encerrar o péssimo ano de 2014 na carreira do jogador, no início de novembro André, juntamente com seus companheiros Jô e Emerson Conceição, foi afastado do elenco por indisciplina após um jogo contra o Atlético Paranaense em Curitiba.
Reintegrado ao elenco em 2015, André foi pouquíssimo aproveitado. No Campeonato Mineiro, entrou apenas uma vez como titular e marcou um gol. Das poucas vezes que foi relacionado para ficar no banco de reservas (apenas cinco), não entrou em campo. Chegou a atuar ainda como titular em um dos jogos da Copa Libertadores.
Tendo sido a contratação mais cara da história do Atlético, àquela altura era considerado um problema dentro do elenco até em função de seu alto salário, e foi oferecido por empréstimo para outros clubes para a disputa do Campeonato Brasileiro como forma de aliviar a folha de pagamento do clube mineiro. Acabou acertando sua ida para o Sport por empréstimo até o final da temporada.

### Sport
André chegou ao Sport cercado de desconfiança em função de seu histórico, mas se destacou imediatamente pela excelente média de gols marcados nos primeiros jogos com a camisa rubro-negra. Entrosou-se rapidamente com os companheiros dentro de campo, e tornou-se o artilheiro do bom time montado pelo clube de Recife, que contava com valores como Diego Souza, Marlone, Maikon Leite, Durval e Élber, especializando-se em fazer gols decisivos que ajudaram o Sport em momentos difíceis. Além de gols, André também se destacou pelas assistências que colaboraram muito para a excelente campanha do Sport no Campeonato Brasileiro, em que a equipe liderou por cinco rodadas, permaneceu por 15 rodadas no G4 (quatro primeiras colocações que valem vaga para a Copa Libertadores da América) e terminou em 6º lugar, com a pontuação recorde na história do clube de 59 pontos na competição. Além disso, graças ao bom início da equipe na competição, o clube atingiu a maior série invicta de sua história no Campeonato Brasileiro, ao agregar resultados do campeonato do ano anterior.
Com a camisa do Sport, André atuou 34 vezes e marcou 14 gols, sendo 13 deles no Campeonato Brasileiro. André terminou o ano de 2015 muito valorizado, despertando o interesse de vários clubes pelo seu futebol, e reconheceu que a temporada no Sport foi fundamental para "dar a volta por cima". Embora André tenha manifestado o desejo de permanecer no Sport, ao final do empréstimo retornou ao Atlético Mineiro, uma vez que seu contrato com o clube terminaria apenas em junho de 2016. Ao se despedir do Sport, publicou uma mensagem de agradecimento em uma rede social:
| “ | Hoje, meu ciclo nesse clube maravilhoso se encerra… E só me resta agradecer a todos desse clube e dessa cidade que me receberam de braços abertos quando eu mais precisei. Obrigado, Sport! Obrigado por me trazer esse prazer e essa alegria de jogar futebol de novo… Pelo Sport tudo! | ” |

### Corinthians
Foi anunciado pelo Corinthians no dia 5 de fevereiro de 2016, assinando por quatro temporadas.
Já no dia 4 de maio de 2016, no jogo decisivo da Libertadores contra o Nacional, do Uruguai, acabou errando numa cobrança de pênalti que culminou na eliminação do time na competição.

### Sporting
No dia 25 de agosto de 2016, foi anunciando pelo Sporting, de Portugal, por 1 milhão de euros (4 milhões de reais). De acordo com um comunicado publicado no site oficial do clube, os portugueses compraram 50% dos direitos econômicos do jogador, com opção de comprar os outros 50%. O contrato assinado tinha validade até junho de 2019, podendo ser renovado por mais duas temporadas. A cláusula de rescisão era de 60 milhões de euros (R$ 219 milhões).

### Retorno ao Sport

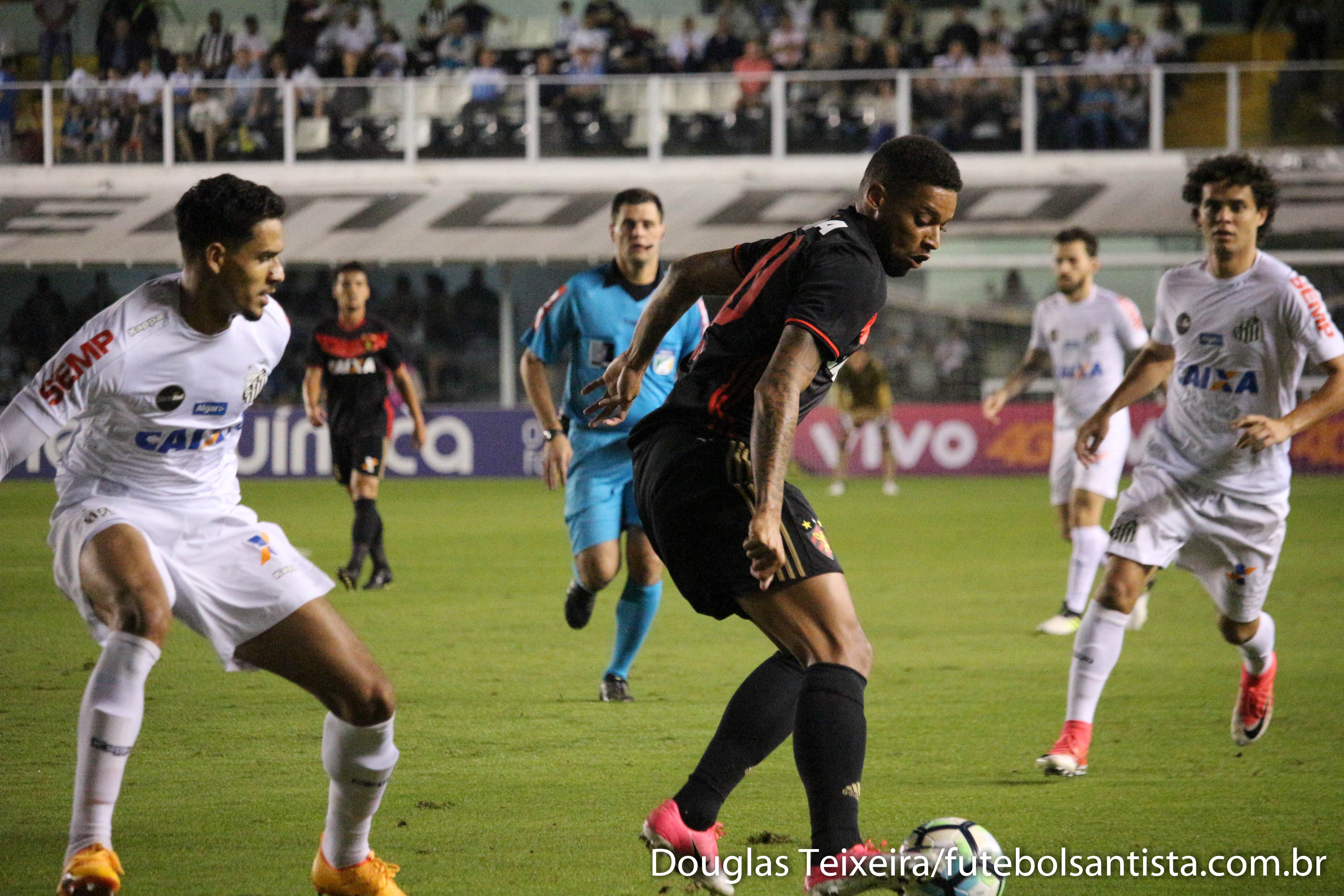
André pelo Sport em 2017.

No dia 5 de janeiro de 2017, acertou seu retorno ao Sport, que comprou 70% dos direitos econômicos do atleta, acertando um contrato de cinco anos. André usara a camisa 9.
Marcou seu primeiro gol no retorno ao leão, contra o River, pela Copa do Nordeste, deixando sua marca em sua reestreia. No dia 28 de maio marcou um hat-trick contra o Grêmio, sendo decisivo para a vitória de virada na Ilha do Retiro, em partida válida pela 3° rodada do Brasileirão. Na última rodada contra o já campeão brasileiro, Corinthians, André marcou um gol salvador que livrou o Sport do rebaixamento. Ao final da competição, tornou-se o maior artilheiro do Sport em uma única edição do Campeonato Brasileiro, com 16 gols. O Leão tinha feito um ótimo primeiro turno, terminando no G6, mas fez um péssimo segundo turno e chegou a brigar para não cair até a última rodada.

### Grêmio
Acertou sua ida ao Grêmio no dia 16 de março de 2018, assinando contrato até 2021. Primeiramente, ele rumou a Porto Alegre com contrato de empréstimo, até janeiro de 2019, como garantias que o Tricolor Gaúcho pagaria as parcelas da transferência ao Sport. O Grêmio adquiriu 70% dos direitos econômicos que pertenciam ao time pernambucano.
Em 7 de agosto de 2020, rescindiu seu contrato e deixou o clube. No total, marcou 11 gols em 75 jogos.

### Gaziantep
No dia 21 de agosto de 2020, foi anunciada a sua contratação pelo Gaziantep. No clube turco, o atacante marcou três gols em 22 jogos.

### Terceira passagem pelo Sport
Após rescindir o contrato com o Gaziantep, foi anunciado pelo Sport no dia 19 de maio de 2021. Reestreou pelo Leão no dia 30 de maio, contra o Internacional, no Beira-Rio. André saiu do banco e marcou o gol que definiu o empate em 2 a 2, pela primeira rodada do Campeonato Brasileiro. Com uma campanha de pouco destaque pela equipe, André rescindiu o contrato com o Sport em 1 de outubro de 2021.

### Cuiabá
Em 27 de janeiro de 2022, André foi anunciado como reforço do Cuiabá. Em 12 de fevereiro de 2022, André estreou e também fez seu primeiro golo na vitória do Cuiabá sobre Dom Bosco por 4 a 0, na Arena Pantanal, pela sétima rodada do Campeonato Mato-grossense.
Em 5 de outubro de 2022, O Cuiabá comunicou a rescisão contratual com André que deixou o clube com 26 partidas, com quatro gols marcados e o título do Campeonato Mato-grossense.[carece de fontes?]

### Torpedo

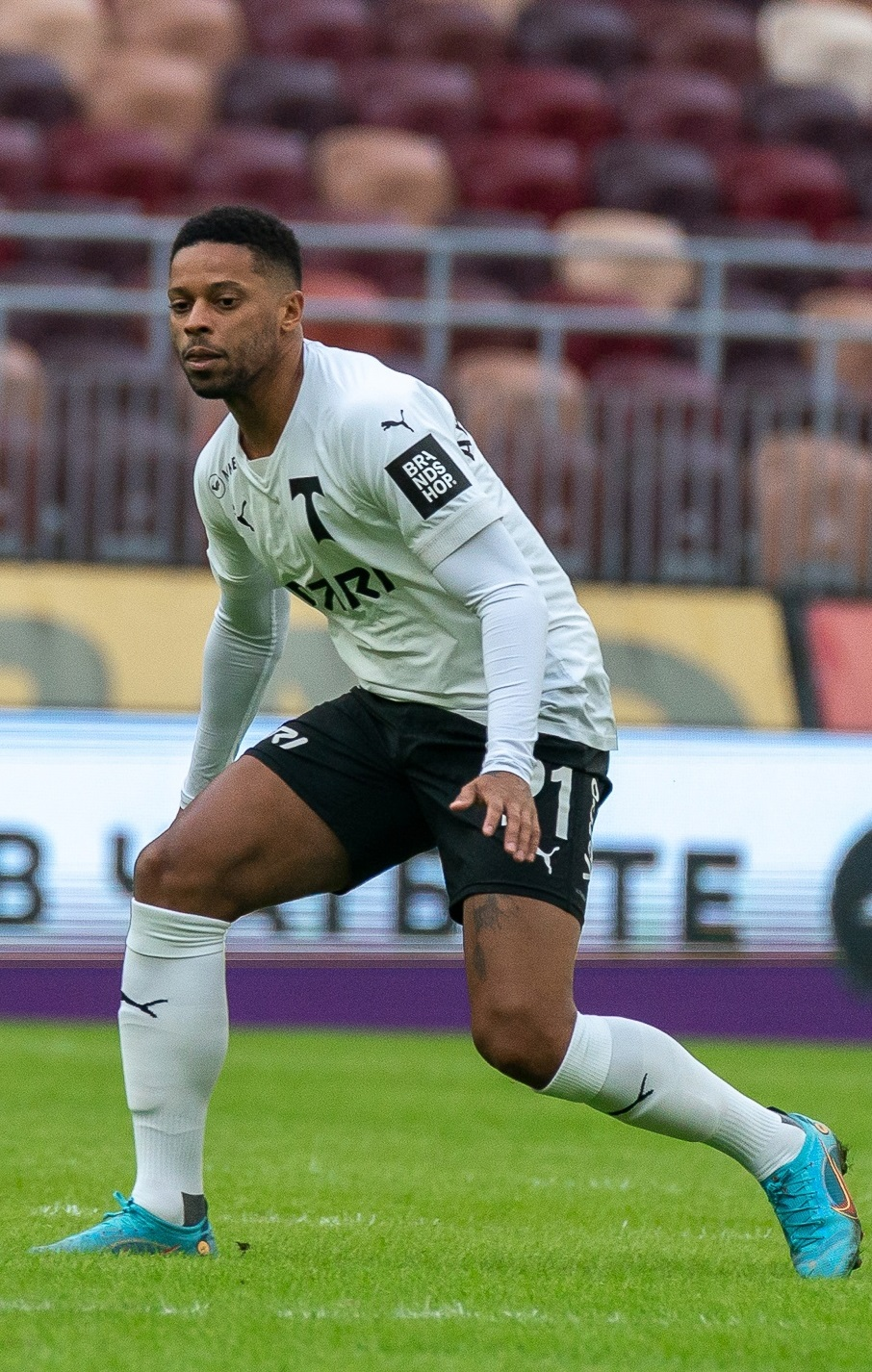
André pelo Torpedo de Moscovo em 2023.

Em 23 de março de 2023, o Torpedo de Moscovo, da Rússia, anunciou a contratação de André Felipe que estava sem contrato e chegou de graça ao clube russo.
Após uma passagem rápida pela Rússia, André deixou o clube onde onde fez um gol em cinco jogos recebeu o convite para retornar ao futebol brasileiro.

### Ponte Preta
A Ponte Preta fechou a contratação de André em 3 de julho de 2023, para sequência da temporada 2023.[carece de fontes?]
Após três meses, onde disputou 10 partidas e fez um gol, deixou o clube, em 26 de setembro.

### America-RJ
Em 25 de março de 2024, o America-RJ, presidido por Romário, fechou a contratação de André, para a disputa da Segunda Divisão do Carioca. Fez um hat-trick sobre a Cabofriense, em 26 de maio, vencendo por 3 a 0. No dia 01 de agosto, André anunciou sua saída do América-RJ, o jogador disputou 10 partidas e marcou 5 gols.

### Cabofriense
No dia 17 de agosto de 2024, depois de 17 anos, André foi anunciado pela Cabofriense, clube que o revelou. Considerando o "The last Dance" (A última dança), André revelou que será seu último clube da carreira. Curiosamente, ele deu os primeiros passos no futebol profissional no mesmo time, fechando o ciclo de sua carreira no mesmo lugar onde tudo começou.
Sua última partida da carreira foi em 11 de setembro de 2024, na derrota da Cabofriense para o Olaria, por 2 a 0, na terceira fase da Copa Rio.

### Aposentadoria
Após sua passagem na Cabofriense, o atleta anunciou a sua aposentadoria. Em entrevista descontraída sobre a sua aposentadoria, foi questionado sobre seu time do coração e o ex jogador fez mistério. Ele respondeu que estava vivo na Libertadores, mas seu pai Lenílson Marins, prontamente desfez o mistério e revelou o clube de seu filho. André revelou que só não teve uma realização na carreira, na qual seria atuar no seu time de coração, o Flamengo.

## Pós-aposentadoria
Em 19 de março de 2025, foi contratado pela Globo para fazer parte de um programa do Sportv voltado ao público jovem e ao digital. Sua função vai analisar de forma descontraída os jogos do Brasileirão e de outros torneios.
Em 25 de março de 2025, dias após ser contratado como comentarista da Globo, André anunciou que assumiu a presidência da Cabofriense, clube de sua cidade natal. Em suas palavras, afirmou que uma de suas principais metas será dar oportunidade a jovens de Cabo Frio e de outras cidades próximas, assim como ele teve. Além disso, quer levar o time à Série A do Carioca.

## Seleção Nacional
Em 26 de julho de 2010, quando ainda jogava pelo Santos, foi convocado por Mano Menezes, técnico da Seleção Brasileira, para um amistoso contra os Estados Unidos. Em 14 de março de 2012, André foi pré-convocado para a Seleção Brasileira Sub-23, que disputou os Jogos Olímpicos de Londres em 2012.

## Títulos
Santos
- Campeonato Paulista: 2010[66]
- Copa do Brasil: 2010[67]
- Recopa Sul-Americana: 2012

Atlético Mineiro
- Campeonato Mineiro: 2012 e 2015
- Copa do Brasil: 2014
- Recopa Sul-Americana: 2014

Sport
- Campeonato Pernambucano: 2017
- Taça Ariano Suassuna: 2018

Grêmio
- Recopa Gaúcha: 2019
- Campeonato Gaúcho: 2019
- Taça Francisco Novelletto: 2020

Cuiabá
- Campeonato Mato-Grossense: 2022

### Prêmio individuais
- Craque do Campeonato Mineiro: 2012
- Seleção do Campeonato Mineiro: 2012
- Ídolo da Galera do Campeonato Mineiro: 2012

### Artilharias
- Artilheiro do Vasco no ano de 2013: (12 gols)
- Artilheiro do Sport no ano de 2017: (27 gols)